# 마뉘 디방고
마뉘 디방고(프랑스어: Manu Dibango, 1933년 12월 12일 ~ 2020년 3월 24일)는 카메룬의 음악가이자 작곡가로 색소폰과 비브라폰 연주를 한다. 재즈, 펑크, 전통적인 카메룬 음악을 혼합한 음악 스타일을 개발했다. 1972년 싱글 음반 〈Soul Makossa〉로 가장 잘 알려져 있다.
디방고는 2020년 3월 24일 코로나바이러스감염증-19로 인하여 사망하였다. 동료 음악인 안젤리크 키조와 유수 은두르가 추모식을 진행하였다.

## 경력
마뉘 디방고는 1933년 프랑스 식민지였던 카메룬 두알라에서 태어났다. 아버지는 야바시족 단체의 일원이었지만, 그의 어머니는 듀알라족이었다. 기독교 집안 출신이어서 교회에서 음악을 익혔다. AFP 통신 인터뷰에서 직접 "어릴 적부터 할렐루야를 들으며 자랐다"고 밝혔다. 음악에 열중한 나머지 고등학교 시험에 떨어졌고, 프랑스 고등학교로 전학해 그곳에서 색소폰을 배웠다. 결국 졸업은 하지 못했으나, 벨기에로 건너가 나이트클럽에서 공연하며 음악인으로서의 경력을 시작했다.
1972년 아프리카 네이션스컵 축구대회에 참가했던 카메룬 국가대표팀의 공식 응원가를 작곡하고 연주했는데 이것이 미국 뉴욕의 나이트클럽 DJ들에게 커다란 사랑을 받기도 했다. 2009년 전 세계 판매고 1위를 차지한 마이클 잭슨의 전설적인 앨범 ‘스릴러’에 수록된 두 곡이 ‘솔 마코사’를 조금씩 베꼈다고 소송을 제기해 법정밖 화해를 한 것으로도 널리 알려졌다.